# Love Over Gold
Love over Gold es el cuarto álbum de la banda británica Dire Straits, lanzado en 1982. Debido a su duradera atmósfera instrumental, ha sido citado por varios críticos como el único álbum del grupo que se acerca al rock progresivo .
Durante la grabación, Dire Straits se convertiría en un quinteto, incorporando al teclista Alan Clark a la formación del grupo, y varios colaboradores, entre los que figuran un técnico de sonidos y un xilofonista. Este álbum es también, el último que presenta al baterista Pick Withers, el cual abandonaría la banda al terminar la grabación de dicho álbum.
El origen del título procede de un grafiti visto por Mark Knopfler en Londres.
A pesar de contener cinco canciones, las sesiones de grabación de Love Over Gold incluyeron otros temas. "Private Dancer" fue grabada por el grupo, a excepción de las voces. Mark Knopfler decidió que una voz femenina sería más apropiada para el tema y la cedió a Tina Turner para su álbum Private Dancer. Otra canción escrita durante las sesiones de grabación, "The Way It Always Starts", acabaría siendo publicada en la banda sonora de la película Local Hero, compuesta por Knopfler. Asimismo, "Badges, Posters, Stickers and T-Shirts" fue eliminada del álbum y posteriormente publicada en la edición estadounidense de ExtendedancEPlay.
Love Over Gold fue remasterizado y reeditado junto al resto del catálogo musical del grupo en 1996 y posteriormente el 19 de septiembre de 2000 en Estados Unidos.

## Lista de canciones
Todas las canciones compuestas por Mark Knopfler.
1. "Telegraph Road" – 14:15
2. "Private Investigations" – 6:45
3. "Industrial Disease" – 5:49
4. "Love over Gold" – 6:16
5. "It Never Rains" – 7:54

## Personal
- Mark Knopfler: guitarra y voz
- Alan Clark: teclados
- John Illsley: bajo
- Hal Lindes: guitarra rítmica
- Pick Withers: batería
- Michael Mainieri: marimba y vibráfono
- Ed Walsh: sintetizador

## Lista de éxitos

### Álbum
| País           | Listas            | Listas                                                     | Listas              |
|                | Posición más alta | Semanas en lista                                           | Certificación       |
| -------------- | ----------------- | ---------------------------------------------------------- | ------------------- |
| Estados Unidos | 19                |                                                            | Disco de oro        |
| Reino Unido    |                   |                                                            | 2 discos de platino |
| Canadá         |                   |                                                            | 2 discos de platino |
| Noruega        | 1                 | 19 Archivado el 4 de diciembre de 2007 en Wayback Machine. |                     |
| Austria        | 1                 | 26                                                         |                     |

### Sencillos
| Año  | Sencillo             | Lista                     | Posición |
| ---- | -------------------- | ------------------------- | -------- |
| 1982 | "Industrial Disease" | Billboard Mainstream Rock | 9        |
| 1983 | "Industrial Disease" | Billboard Pop Singles     | 75       |